# 메이지촌 (나라현)
메이지촌(明治村)은 나라현 북서부, 소에카미군에 속해있던 촌이다. 현재의 나라시의 남부에 해당한다.

## 역사
- 1889년 4월 1일 -정촌제 시행에 의해 소에카미군 메이지촌이 성립하였다.
- 1953년 3월 15일 - 후시미정, 도미오정, 오비토케정, 다쓰이지촌, 고카다니촌과 함께 나라시에 편입되었다